# Puget-Ville
Puget-Ville è un comune francese di 3 793 abitanti situato nel dipartimento del Var della regione della Provenza-Alpi-Costa Azzurra.

## Società

### Evoluzione demografica
Abitanti censiti
- Puget Ville Web Site, su puget-ville.fr.